# Hachemi Baccouche
Pour les articles homonymes, voir Famille Baccouche.
 (juin 2009).
Si vous disposez d'ouvrages ou d'articles de référence ou si vous connaissez des sites web de qualité traitant du thème abordé ici, merci de compléter l'article en donnant les références utiles à sa vérifiabilité et en les liant à la section « Notes et références ».
Hachemi Baccouche, de son nom complet Mhamed Hachemi Baccouche, né le 4 janvier 1916 à Tunis et mort le 9 juin 2008 dans la même ville, est un psychosociologue, écrivain et humaniste tunisien.

## Biographie
Né au sein d'une famille très aisée originaire de Béni Khiar — il est le petit-fils de Mohamed Baccouche — qui s'est installée à Tunis au XIXe siècle, Baccouche effectue ses études secondaires au lycée Carnot de Tunis.
Il participe au mouvement de jeunesse d'extrême gauche. Fondateur à Sophia Antipolis du Centre d'études des civilisations méditerranéennes, qui compte une soixantaine d'universitaires du bassin méditerranéen, sa philosophie est proche de celles des universitaires tunisiens comme Azzedine Guellouz, d'Algériens comme Souheil et Ghaleb Bencheikh mais aussi Mohammed Arkoun. Musulman, Baccouche fait partie d'un mouvement catholique, les Focolari, dont la devise est « Pour un monde uni ».

## Pensées
Docteur ès lettres et sciences humaines de la Sorbonne, sociologue des religions, dramaturge et romancier, Hachemi Baccouche a milité pour le dialogue interreligieux, les économies solidaires.

### Exil politique
Il critique l'ancien président Habib Bourguiba, ce qui lui a valu un exil d'un demi-siècle. Dans un article de Adel Latrech dans La Presse de Tunisie, il confie : 
« La Tunisie, sous protectorat français, entrait dans une période de convulsions, historiquement inévitables, mais dont le risque était qu'elles débouchent sur des atteintes à la priorité permanente de l'humain. Aussi, par-delà ce qui divisait et faisait s'affronter, avais-je cherché et exprimé publiquement ce qui pouvait unir. Des prises de position que j'ai payées d’une longue privation de ma patrie. »
Ne voulant être influencé par aucun dogme établi, Baccouche prône l'universalisme et l'ijtihad[réf. souhaitée].

### Décadence du monde musulman
Pour lui, « les problèmes que posent la non-adaptation des musulmans à l'actualité, ainsi que leur division, ne sont pas pris en considération comme prioritaires, il y a danger et pas seulement pour les musulmans […] Dans le judaïsme et le christianisme, les textes sont vécus avec des efforts d'adaptation aux événements du quotidien. À partir des textes fondateurs de l'islam, on ne trouve pas aisément de réponses aux défis de la société occidentale. L'ijtihad n'est pas un corps constitué. Si un cas, qui n'était résolu ni par le Coran ni par la sunna, se présentait, un travail d'interprétation personnelle s'imposait. L'ijtihad se présente essentiellement comme un pouvoir judiciaire. Aussi, lorsque des difficultés sociales surgissaient, on se référait au raisonnement par analogie, considéré ordinairement comme la quatrième source du droit. C'est au quatrième siècle de l'hégire que les portes de l'ijtihad furent fermées. Des murailles furent élevées, les œuvres du grand penseur Ibn Rochd brûlées, empêchant l'air de vivifier l'énorme système. Le droit musulman muré dans un conservatisme étroit laissa s'affaiblir en lui la fonction la plus essentielle de tout organisme. Cette ankylose fut une des causes principales de la décadence du monde musulman ».

### Admirateur d'Ibn Khaldoun
Hachemi Baccouche est aussi un admirateur des Prolégomènes d'Ibn Khaldoun : 
« Je suis très khaldounien. En tant que tel, je partage sa vision de la vie qu'il appréhende sous l'angle du hic et nunc (ici et maintenant). Autrement dit, seul l'avenir est digne d'intérêt. Humaniste et mondialiste avant l'heure, il se réjouissait à l'idée qu'au-delà des Pyrénées, les chrétiens (Francs) se remettaient aux études, à la science. Le savoir comptait énormément pour lui. »
Baccouche a écrit un scénario sur la vie et l'œuvre d'Ibn Khaldoun. Il a également écrit un ouvrage faisant dialoguer Pierre Teilhard de Chardin et Ibn Khaldoun. Ma foi demeure, roman couronné par l'Académie française, est un roman autobiographique où le héros Mahmoud voudrait écrire un livre « qui puisse ôter à certains musulmans ce sentiment de honte qui les empêche de dire qu'ils aiment la France et à certains Français ce sentiment de culpabilité qu'ils se croient obligés d'afficher quand ils parlent de l'Afrique du Nord ». La Dame de Carthage expose les amours d'un jeune français et d'un capitaine espagnol avec la fille d'un cheikh et une esclave d'origine italienne dans le contexte de la lutte entre Turcs et Espagnols en Tunisie.

## Publications
- Ma foi demeure, Paris, Nouvelles Éditions latines, 1958, 255 p. (Prix Marcelin-Guérin de l'Académie française en 1959).
- Baudruche, Paris, Nouvelles Éditions latines, 1959, 169 p.Satire de Bourguiba en trois actes et quatre tableaux.
- La Dame de Carthage, Paris, Nouvelles Éditions latines, 1961 (réimpr. 2000), 318 p..
- Décolonisation : grandeurs et servitudes de l'anticolonialisme, Paris, Nouvelles Éditions latines, 1962 (réimpr. 2008), 127 p..
- Avec Marc Knobel et Stan Rougier, La souffrance, Paris, Le Centurion, coll. « Le Chêne de Mambré », 1993, 154 p. (ISBN 978-2-227-36803-3).
- Sidi boîte de vin, Montpellier, Mémoire de notre temps, 2005, 175 p..